# What Am I Bid?
What Am I Bid? er en amerikansk stumfilm fra 1919 af Robert Z. Leonard.

## Medvirkende
- Mae Murray som Betty Yarnell
- Ralph Graves som Ralph McGibbon
- Willard Louis som Abner Grimp
- Dark Cloud som Dark Cloud
- John Cook som John Yarnell